# Livensky (huyện)
Huyện Livensky (tiếng Nga: ? райо́н) là một huyện hành chính tự quản (raion), của Tỉnh Orel, Nga. Huyện có diện tích 1829 km², dân số thời điểm ngày 1 tháng 1 năm 2000 là 36200 người. Trung tâm của huyện đóng ở Livny.